# 法勒 (密蘇里州)
法勒（英語：Farrar）是位於美國密蘇里州佩里縣的非建制地區。

## 歷史
法勒的郵局自1892年營運至今。

## 地理
法勒所處的海拔為高於海平面145米（即476英呎），而該地所採用的時區為UTC-6，即北美中部時區（CST）。同時該地設有夏令時間，為UTC-6調快一小時，即UTC-5（CDT）。